# Гонорея
Гоноре́я (англ. gonorrhea, лат. gonorrhoea; у розмовній мові також трипер, заст. чєрвєница, наконе́шник)  — венерична інфекційна хвороба, яка перебігає із запаленням сечостатевих органів людини. Хворобу спричинює гонокок, якого виявив Альберт Нейссер. Гонорею відносять до найпоширеніших бактеріальних інфекцій: за даними ВООЗ щорічно у світі захворює не менше 150—180 млн людей. У 2020 році в усьому світі було зафіксовано 82,4 млн нових випадків інфікування дорослих. Стійкість гонококів до антибактерійних препаратів є серйозною проблемою, яка зростає, і робить багато класів антибіотиків неефективними з ризиком стати невиліковною хворобою.

## Перебіг гонореї
На слизовій оболонці статевих органів збудник гонореї — гонокок — посилено розмножується, спричинює її запалення, яке йде з набряком і сильним виділенням гною. Ушкоджені місця слизової оболонки починають дуже різати і пекти, на них виникають ерозії. Хвороба ускладнюється порушенням відтікання сечі. У крові гонокок швидко гине, тому на відміну від сифілісу, гонорейна інфекція часто має місцевий характер. В ослаблених людей із зниженим імунітетом гонокок може поширюватись по всьому організму, уражаючи суглоби, серцевий м'яз, навколосерцеву сумку. Гонокок виділяє токсин, і через це, крім місцевих уражень, у такого хворого спостерігається слабкість, втрата апетиту, головний біль.
Визначити гонорею можна за інтенсивним виділенням гною із сечовипускного каналу, сильною різзю і печінням при сечовиділенні, болісними позивами на сечовиділення, пов'язаними з поширенням інфекції на сечовий міхур. Ці ознаки хвороби з'являються через 1—3 дні після зараження й досягають найбільшої інтенсивності через 2—8 днів. Через кілька тижнів вони стихають, і хвороба переходить у хронічну форму, яка перебігає майже без болю. Хвороба може загостритись при вживанні алкоголю, при ослабленні організму, під час менструації і після пологів.
Хронічна гонорея поступово ускладнюється ураженням чоловічих статевих залоз (яєчок) і передміхурової залози; при цьому нерідко розвивається безплідність. У жінок безплідність може ускладнитися гонорейним ураженням матки і маткових труб. Хронічна гонорея загострюється під час пологів, тому запальний процес поширюється на всі статеві органи і ушкоджує їх.
Поза людським організмом гонококи швидко гинуть у міру висихання, під дією нагрівання понад 56 °C, антисептичних препаратів, прямих сонячних променів. Джерелом зараження є хворий на гонорею. Дорослі люди заражаються практично завжди статевим шляхом. Діти — виключно дівчатка — через інфіковані мочалки, губки, нічні горщики, рушники, пелюшки.
Уражаються переважно слизові оболонки сечостатевих органів. Можливі також ураження кон'юнктиви, носоглотки, мигдаликів, прямої кишки. Зустрічаються і тяжкі системні ураження з пошкодженням суглобів, нервової, серцево-судинної та дихальної систем, може розвиватися гонококовий сепсис.
Розрізняють гонорею гостру, підгостру, торпідну (з давністю до 2 місяців), хронічну (понад 2 місяців і невстановленої давності) і приховану (латентну) гонорею.
При прихованій гонореї є осумковані вогнища запалення із слабкопатогенними гонококами, при розкритті яких вони виходять на поверхню слизових оболонок статевих органів і спричинюють їх запалення. Від моменту зараження до появи клінічних ознак захворювання проходить від 3 до 4 днів. Іноді інкубаційний період подовжується до 2 — 3 тижнів і більше. Подовженню термінів інкубаційного періоду сприяє прийом антибіотиків або інших антибактерійних препаратів з приводу супутніх захворювань або при самолікуванні.

## Гонорея у чоловіків
Першими ознаками гонореї у чоловіків є поява гнійних виділень з уретри і різі при сечовипусканні. На перших порах запальний процес охоплює лише слизову оболонку передньої частини сечовипускного каналу (передній уретрит), тому дуже важливо звернутися до лікаря саме на цій стадії захворювання, що забезпечить одужання в короткі терміни. Якщо лікування не розпочате, то гонококи досягають задньої уретри, спричинюючи тотальне запалення слизової оболонки сечовипускного каналу. З'являються часті позиви до сечовипускання, посилюються різі, наприкінці сечовипускання виділяється крапелька крові. У багатьох чоловіків гонорейна інфекція із самого початку породжує лише незначні запальні зміни в сечовипускному каналі (торпідну гонорею). Виділення дуже мізерне, помітне лише після ночі у вигляді невеликої каламутній краплі. У хворих на гостру гонорею при відсутності лікування інтенсивність запальних процесів у сечовипускному каналі поступово зменшується, і процес стає хронічним.
Як свіжий, так і хронічний уретрит у чоловіків може ускладнитися запаленням внутрішнього листка крайньої плоті та голівки статевого члена, запаленням парауретральних ходів і залоз уретри. Але найсерйознішими ускладненнями є запалення передміхурової залози (простатит), придатка яєчка (епідидиміт), сім'яних пухирців (везикуліт) і розвиток звужень просвіту сечовипускного каналу. Цим ускладненням сприяють статеві порушення, вживання алкогольних напоїв, переохолодження, значні фізичні навантаження. Гонорейний епідидиміт зазвичай розвивається гостро, з високою температурою, припухлістю і почервонінням калитки, сильним болем в області ураженого яєчка. Хворий насилу пересувається. Двосторонній процес часто призводить до безпліддя.
Гонорейний простатит — найчастіше ускладнення гонореї у чоловіків. Розрізняють гострий і хронічний простатит. Останній погано піддається лікуванню і часто є причиною еректильної дисфункції й безпліддя у шлюбі.

## Гонорея у жінок
На відміну від чоловіків, гонорея у жінок у перші 2-3 тижні перебігає малопомітно, майже безсимптомно. Лише у кожної шостої — сьомої жінки через 3-7 днів після зараження розвивається гострий запальний процес у нижньому відділі сечостатевого тракту з болем у попереку, важкістю внизу живота, різзю і печінням під час сечовипускання. У жінок гонорейний процес йде з утворенням багатьох вогнищ запалення: одночасно уражаються сечовипускний канал, бартолінові залози, шийка матки, нерідко і пряма кишка. Розрізняють гонорею нижнього відділу сечостатевого апарату, тобто запалення уретри, шийки матки, бартолінових залоз і слизової оболонки вагінального отвору, і висхідну гонорею, коли запальний процес поширюється на матку, маткові труби і придатки, тазову очеревину. Появі висхідного процесу сприяють аборти, пологи, менструації.
Тривалий перебіг хронічної гонореї веде до сексуальних розладів, аноргазмії, безпліддя. Гонорея несприятливо позначається на перебігу і завершенні вагітності. У жінок, хворих на гонорею, частіше реєструють загрозливі та повні викидні, передчасні пологи, післяпологові ускладнення, зараження під час пологів дитини гонореєю очей (бленореєю) або гонореєю нижніх сечостатевих шляхів (виключно дівчаток).

### Гонорея у дівчаток

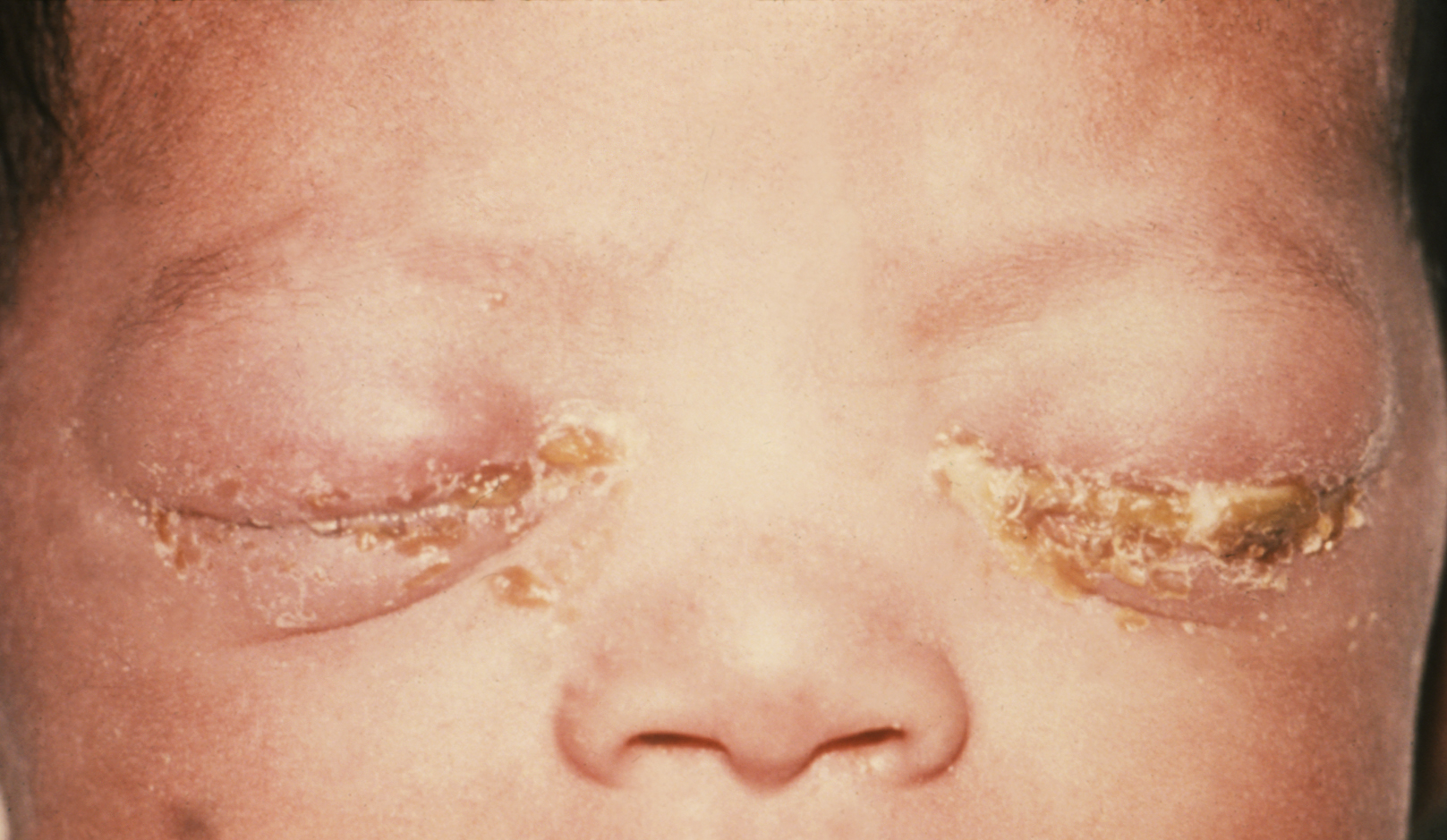
Новонароджений із гонококовим неонатальним кон'юнктивітом.

Гонорею у дівчаток найчастіше виявляють у віці 2-8 років. Заражаються діти, як правило, через предмети туалету і домашнього побуту, причому в 3/4 випадків джерелом інфекції є мати, рідше — найближчі родичі та обслуговуючий персонал дитячих установ. Внаслідок вікових анатомо-фізіологічних особливостей у дівчаток молодшого віку гонококи спричинюють запалення вульви, вагіни, уретри. Внутрішні статеві органи уражаються вкрай рідко. У хворих дівчаток відзначаються почервоніння і набряк великих статевих губ, вагінального отвору і промежини, рясні гнійні вагінальні виділення, їх турбують печіння і свербіння вульви, біль при сечовипусканні.
Перенесена в дитячому віці гонорея може позначитися надалі на здоров'ї дівчини, жінки, її менструальності й фертильності, бути причиною безпліддя. Щоб виключити можливість зараження дівчаток від працівників дитячих установ, останніх ретельно обстежують при прийомі на роботу і надалі регулярно 1 раз на 3 місяці.

## Лікування
Для ефективності лікування дуже важливо встановити не тільки те, що збудником хвороби є гонокок, але і визначити його чутливість до антибіотиків. Основний напрямок у лікування гонореї: застосування антибіотиків, активних у відношенні гонококів.
Використовують препарати цефтріаксон, ципрофлоксацин, офлоксацин тощо. Лікування вагітних здійснюють антибіотиками спіраміцином, цефазоліном. Для підвищення захисних сил організму використовують гонококкову вакцину, пірогенал, продігіозан. Хворий(-а) вважається вилікуваним, якщо протягом 2 місяців клінічного спостереження після повторних аналізів гонококи не виявляються. Спроби хворого зайнятися самолікуванням призводять до затяжного прихованого перебігу гонореї і збільшують стійкість гонокока до антибіотиків.
Складність лікування гонореї дуже часто пов'язана з одночасним невиявленим та невилікуваним трихомоніазом, збудник якого значно більший за розмірами, захоплює гонококи всередину, чим зменшує дію антибіотиків на них. Однією з частих причиною неуспішного лікування гонореї є не вилікуваний трихомоніаз. Щоб вилікувати гонорею з одночасно наявним трихомоніазом, необхідно спершу виявити його та потім лікувати ці дві хвороби одночасно.
Іншою частою причиною невдачі в лікування гонореї є первісна стійкість збудника до деяких антибактерійних препаратів і формування такої стійкості до тих препаратів, що апріорі діють на збудника, але внаслідок безсистемного самолікування чи неправильного лікарського призначення (мала доза, не та кратність прийому тощо) препарату до нього швидко формується стійкість гонокока.
Є дані про все частішу появу штамів, стійких до звичайних комбінацій антибіотиків. Це якраз і зумовлено неправильним призначенням ліків.